# Trần Quang Minh (biên tập viên)
Trần Quang Minh (sinh ngày 18 tháng 6 năm 1975) là một biên tập viên, người dẫn chương trình người Việt Nam. Anh được biết đến qua vai trò là người dẫn dắt các chương trình truyền hình, trò chơi truyền hình của Đài Truyền hình Việt Nam. 
Quang Minh từng là Trưởng phòng Tương tác nội dung của Ban Thanh thiếu niên (VTV6), trước khi được chuyển vào Đà Nẵng làm trợ lý nội dung cho kênh VTV8 và phụ trách các chương trình giải trí, sự kiện ở đó trong gần hai năm. Bên cạnh công việc ở VTV, anh còn là Phó Giám đốc Truyền hình FPT kiêm Giám đốc Nội dung.

## Sự nghiệp
Tốt nghiệp Trường PTTH Trần Phú (Hà Nội), Trần Quang Minh theo học ba năm tại Khoa Du lịch, Viện đại học Mở Hà Nội. Năm 1999, anh lên đường sang Cuba du học để theo đuổi ngành công nghiệp không khói, sau đó chuyển sang Ecuador học ngành truyền thông - báo chí theo sự tư vấn của bố. Sau khi hoàn thành khóa học ở Ecuador, anh trở về nước và làm việc cho Thông tấn xã Việt Nam với vai trò biên dịch viên tiếng Tây Ban Nha.
Năm 2002, anh gia nhập VTV3 và tạo dấu ấn với khán giả qua hàng loạt các game show mà anh tham gia dẫn chương trình như Chúng tôi là chiến sĩ, Đối mặt và Trẻ em luôn đúng. Về sau, Quang Minh chuyển sang kênh VTV6 và làm việc ở vị trí Trưởng phòng Tương tác nội dung của Ban Thanh thiếu niên. Ngày 25 tháng 10 năm 2018, anh chia tay VTV6 và chuyển đến làm việc tại Đà Nẵng cho kênh VTV8.
Quang Minh có nhiều giải Báo chí quốc gia cho các sản phẩm truyền hình như Dáng đứng Việt Nam (Giải A), phim tài liệu đặc biệt Những cuộc gặp trong tù (Giải B) và Hoài bão Hồ Chí Minh (Giải C).
Tháng 3 năm 2021, anh đầu quân cho Truyền hình FPT với tư cách là Phó Giám đốc kiêm Giám đốc Nội dung, tuy nhiên anh vẫn tiếp tục công tác và tham gia dẫn dắt các chương trình của VTV.
Năm 2025, Quang Minh tham gia vào dự án phim Đèn âm hồn – bộ phim đầu tay của đạo diễn Hoàng Nam – và xuất hiện trong một vai phụ của bộ phim.

## Bê bối
Đầu tháng 5 năm 2025, Cục Phát thanh - Truyền hình và Thông tin điện tử ra quyết định xử phạt vi phạm hành chính đối với Trần Quang Minh số tiền 37,5 triệu đồng do sai phạm trong hoạt động quảng cáo.

## Gia đình
Trần Quang Minh có bố là cố nhà báo Trần An Duyệt, người từng là phóng viên, biên tập viên của Ban Thời sự Đài Truyền hình Việt Nam. Chị gái của anh là BTV Trần Hà Trang, hiện là Trưởng phòng Công nghệ của Ban Khoa giáo (VTV2).
Trần Quang Minh cũng đã lập gia đình (ngày 30 tháng 3 năm 2007) và hiện anh đang có 4 người con trai, có biệt danh lần lượt là: Heo (Trần Đức Duy), Sóc (Trần Đức Anh), Gấu (Trần Đức Quân) và Voi (Trần Đức An).

## Các chương trình đã tham gia
- Trò chơi âm nhạc - VTV3[15]
- Chúng tôi là chiến sĩ - VTV3
- Trẻ em luôn đúng - VTV3
- Bữa trưa vui vẻ - VTV6
- Đối mặt - VTV3
- Người nông dân hiện đại - VTV8
- Chuyến xe buýt kỳ thú - VTV8
- Chiến thắng Internet - VTV8
- Trăm năm trồng người - VTV8
- Đi để biết - VTV8
- Cuộc sống số - VTV1
- Đường lên đỉnh Olympia - VTV3
- Vì bạn xứng đáng - VTV3
- Ký ức vui vẻ - VTV3
- Của ngon vật lạ - VTV3
- Giữ trọn lời thề - VTV8
- Người truyền Lửa - VTV8
- Ai là triệu phú - VTV3
- Mái ấm gia đình Việt - HTV7